# Tìm thấy Chúa Giê-su trong đền thánh

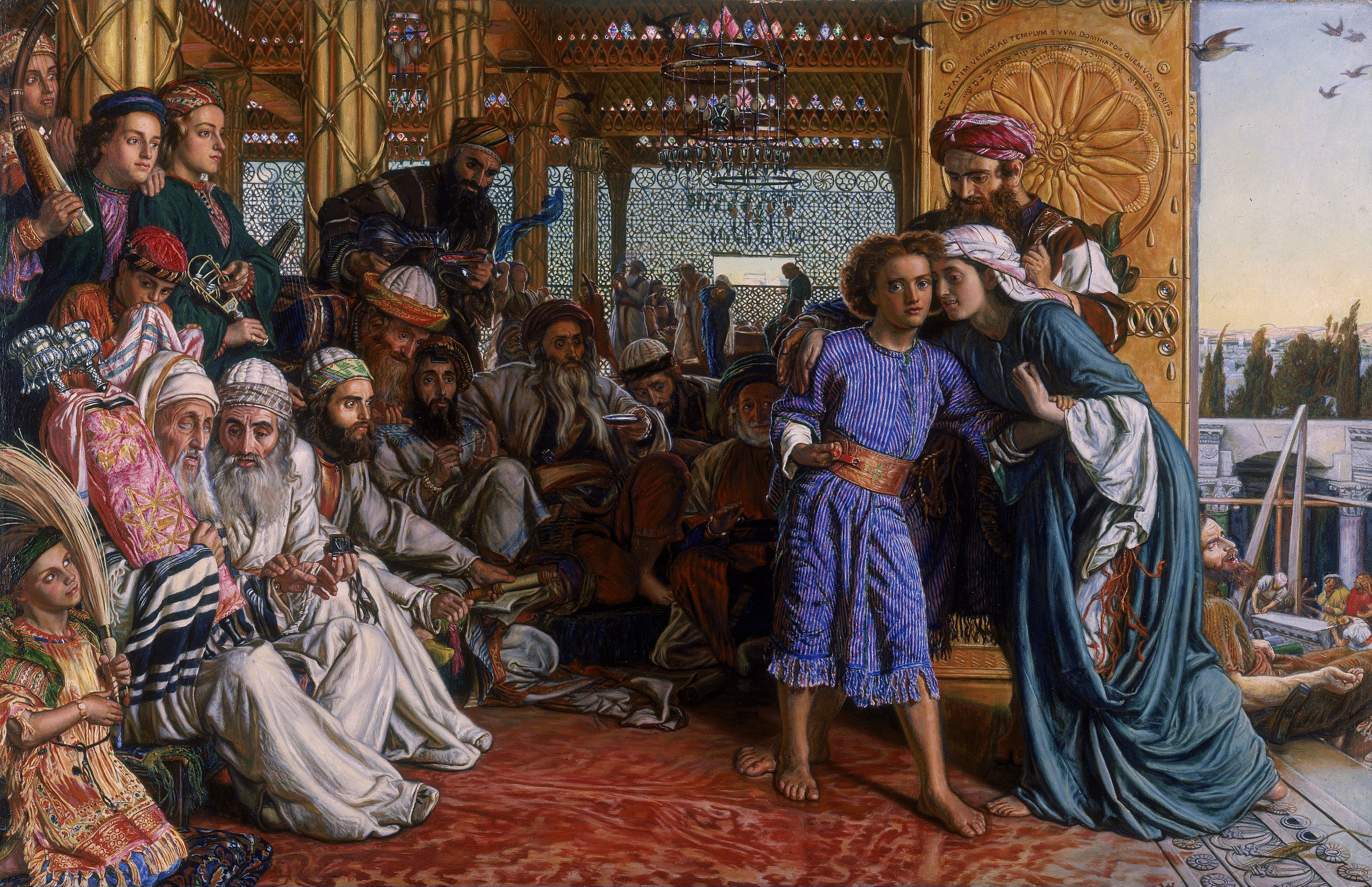
William Holman Hunt, Tìm thấy Chúa Giêsu trong Đền Thờ

Tìn thấy Chúa Giê-su trong đền thánh, còn được gọi là "Chúa Giêsu giữa các nhà hiền triết", là một sự việc trong thời niên thiếu của Chúa Giêsu mô tả trong Tin Mừng Thánh Luca. Đây là sự kiện duy nhất trong thời thơ ấu của Chúa Giêsu được đề cập đến trong sách Tin Mừng.
Theo mô tả của Luca (2: 41-52) thì: "khi cha mẹ Đức Giêsu trẩy hội đến Giêrusalem mừng Lễ Vượt Qua. Khi đó, trẻ Giêsu được 12 tuổi và cả gia đình cùng lên đền theo tập tục ngày lễ. Xong kỳ lễ, hai ông bà trở về, còn cậu bé Giêsu thì ở lại Giêrusalem, mà cha mẹ chẳng hay biết. Ông bà cứ tưởng là cậu về chung với đoàn lữ hành, nên sau một ngày đường, mới đi tìm kiếm giữa đám bà con và người quen thuộc. Không thấy con đâu, hai ông bà trở lại Giêrusalem mà tìm. Sau ba ngày, hai ông bà mới tìm thấy con trong Đền Thờ, đang ngồi giữa các thầy dạy, vừa nghe họ, vừa đặt câu hỏi. Ai nghe cũng ngạc nhiên về trí thông minh và những lời đáp của cậu. Khi thấy con, hai ông bà sửng sốt, và mẹ Người nói với Người: "Con ơi, sao con lại xử với cha mẹ như vậy? Con thấy không, cha con và mẹ đây đã phải cực lòng tìm con!". Người đáp: "Sao cha mẹ lại tìm con? Cha mẹ không biết là con có bổn phận ở nhà của Cha con sao?". Nhưng ông bà không hiểu lời Người vừa nói.
Theo luật Do Thái được đề cập trong Sách Xuất Hành 23:17 thì những người đàn ông mới buộc phải đi viếng Đền thờ trong ba ngày lễ trọng của năm nhưng những người phụ nữ thường đi với những người đàn ông để tỏ lòng sùng kính của họ. Có lẽ ông Giuse và bà Maria đã trở về trong ngày thứ hai của kỳ lễ và nghỉ đêm ở Bêrốt trên biên giới phía bắc vương quốc Giuđa. Tại vị trí này, quân Thập Tự Chinh sau đó đã xây dựng một đền thờ để tưởng nhớ nỗi buồn phiền của Đức Maria khi "để lạc mất con".